# Raimundo Bassols Jacas
Raimundo Bassols Jacas (Barcelona, 2 d'abril de 1926) és un diplomàtic català. Va ser ambaixador d'Espanya al Marroc i a l'Argentina.

## Biografia
Llicenciat en dret a la Universitat de Barcelona, es va doctorar en Dret per la Universitat de Bolonya. Va ingressar en la carrera diplomàtica el 1954. Bassols, que entre 1974 i 1976 va estar al capdavant de la Direcció General de Relacions Econòmiques Internacionals, va ser nomenat llavors ambaixador cap de la Missió d'Espanya davant les Comunitats Europees en substitució d'Alberto Ullastres, i, cinc anys més tard, secretari d'Estat per a les Relacions amb les Comunitats Europees, cessant en 1982. Nomenat ambaixador al Marroc en substitució d'Alfonso de la Serna mitjançant reial decret de 16 de febrer de 1983 dins d'una renovació del ministeri impulsada per Fernando Morán, va lliurar les seves credencials davant el monarca Hassan II el 2 de juny. Cessat en 1987, va ser llavors reassignat a la missió diplomàtica espanyola a Buenos Aires, exercint d'ambaixador a Argentina entre 1987 i 1991.

## Distincions
- Gran Creu de l'Ordre d'Isabel la Catòlica (1982)[8]
- Gran Creu de l'Ordre del Mèrit Militar, amb distintiu blanc (1987)[9]

## Obres
- Raimundo Bassols; pròleg de Leopoldo Calvo‐Sotelo. España en Europa. Historia de la Adhesión a la CE. 1957-1985.  Madrid: Política Exterior, 1995.[10]